# Leopold von Ranke
Leopold von Ranke (Wiehe, 21 dicembre 1795 – Berlino, 23 maggio 1886) è stato uno storico tedesco.

## Biografia
Fu fratello del filologo classico Karl Ferdinand Ranke (1802-1876) e dei teologi Friedrich Heinrich Ranke (1798–1876) e Ernst Constantin Ranke (1815–1888).
La sua prima opera, Storie dei popoli latini e germanici dal 1494 al 1535, pubblicata nel 1824, gli guadagnò subito larga fama per il metodo rigorosamente scientifico che aveva adottato e che gli aveva permesso di mettere in luce tutta una serie di errori contenuti in precedenti opere storiografiche. Fece seguire a questa una serie di opere, composte in seguito a meticolose ricerche in ricchi archivi dell'Italia e della Germania, su grandiose ricostruzioni storiche.
Fu il maggiore storico tedesco dell'Ottocento, fondatore del metodo che fu prevalente nella storiografia sino agli anni Sessanta del Novecento. Attenzione per le fonti documentarie, studio rigoroso dei fatti sulla base delle fonti e critica delle visioni positivistiche ed hegeliane furono il suo assetto principale. La dottrina metodologica ha il compito di mostrare i fatti come essi sono effettivamente apparsi, astenendosi dal proporre interpretazioni.
Fu critico nei confronti della filosofia della storia e in particolar modo dell'interpretazione proposta da Hegel, la quale escludeva la componente umana dalla storia, riconducendo al solo manifestarsi dell'Idea nel mondo fenomenico il percorso storico, finalizzato al pieno affermarsi dell'idea stessa.
Ranke, invece, si proponeva di ricondurre la storia dal piano delle idee a quello dei fatti, connesse tramite una specifica correlazione. Secondo un legame immanente, l'idea non è indagabile a priori slegata dagli eventi, così come nella comprensione della storia non è possibile il passaggio dal particolare fenomenico all'universale dell'idea.
L'oggetto della storia non può essere analizzato né in senso positivista quale somma di semplici fatti, né per via strettamente speculativa, tramite concetti universali; per Ranke, le dottrine dominanti in un determinato periodo non possono essere valide in eterno per effettuare lo studio di periodi differenti. Le idee forti sono le tendenze dominanti in ciascun secolo, non è possibile risalire tramite queste ad un concetto generale della storia.
La storia va pertanto intesa come una continua tensione tra evento e idea, inscindibili l'uno dall'altro, particolare ed immanente in ciascun periodo essa si attui.
L'importanza di Ranke nella storiografia moderna è notevole, perché egli introdusse in modo definitivo il metodo più rigoroso nell'accertamento dei fatti storici sulla base della loro documentazione diretta. Particolarmente imponenti furono anche la vastità e la ricchezza della sua visione storica.
Pur ponendo talora l'accento in modo eccessivo sui fatti diplomatici e di politica internazionale, Ranke mostrò che il quadro generale della ricostruzione storica è quello di un'intera civiltà, anziché di un singolo Stato, eliminando tutta una serie di pregiudizi che erano presenti nella storiografia a lui precedente e che dovevano ritornare spesso in quella successiva.
Per questo è ritenuto da alcuni padre della Weltgeschichte («storia mondiale»)

## Opere
- Storie dei popoli latini e germanici dal 1494 al 1535, composto nel 1824.
- Gli Ottomani e la monarchia spagnola, del 1827.
- Storia ecclesiastica e politica dei papi durante i secoli XVI e XVII, composto fra il 1834 e il 1836.
- Storia della riforma in Germania, composto fra il 1839 e il 1843.
- Storia della Francia durante i secoli XVI e XVII, composto fra il 1852 e il 1856.
- Storia dell'Inghilterra durante i secoli XVI e XVII, composto fra il 1859 e il 1868.
- Storia dei papi, Firenze, Sansoni, 1968, OCLC 797685612, SBN RAV0128242.